# Purr Pals
Purr Pals - Matti per i gatti (Purr Pals) è un videogioco gestionale in cui viene simulata la cura di un gattino. Il gioco è stato sviluppato e pubblicato dalla Crave Entertainment nel 2007 per Nintendo DS e Wii. Nel 2012 il videogioco è stato convertito anche per Nintendo 3DS dalla THQ.